# These Days (Bardot)
These Days è il terzo singolo del gruppo musicale pop australiano Bardot, pubblicato il 28 agosto 2000 dall'etichetta discografica WEA.
È stato estratto dall'album di debutto del gruppo, l'eponimo Bardot.
La canzone è stata scritta da Phil Thornalley e Colin Campsie, è stata prodotta dai The Rockmelons e ha riscosso un discreto successo in Australia.
Nel 2001 la canzone è stata ripresa come cover da Jennifer Paige che poi viene utilizzata come la sigla del ciclo Action trasmesso dal 2004 al 2017 sul circuito nazionale 7 Gold.

## Tracce
CD-Single (WEA 84873 (Warner)
1. These Days - 3:41
2. These Days (Rockmelons Radio Remix) - 3:14
3. Holding On (Live Sydney State Theatre) - 4:22
4. Higher Than Heaven (Live Sydney State Theatre) - 3:42

## Classifiche
| Classifica (2000) | Posizione raggiunta |
| ----------------- | ------------------- |
| Australia         | 19                  |